# Bo (chinesischer Familienname)
Bo  ist ein chinesischer Familienname. Die Transkription steht u. a. für folgende chinesischen Schriftzeichen:
薄, 伯, 柏, 波
Die Transkription nach dem System Wade-Giles ist Po.

## Bekannte Namensträger (薄)
- Bo (薄,  Bó) Familienname, den der Kaiser Han Huandi seiner Konkubine Liang Mengnü gab, weil er ihren Familiennamen nicht mochte
- Bo Huanghou (薄皇后,  Bò Huánghòu) Kaiserin Bo, gestorben 147 v. Chr., erste Frau des Kaisers Jing
- Bo Yibo (薄一波,  Bó Yībō) * 17. Februar 1908; † 15. Januar 2007; chinesischer Politiker
- Bo Xilai (薄熙来,  Bó Xīlái) * 3. Juli 1949; Politiker, ehemals Mitglied des Politbüros der Kommunistischen Partei Chinas

## Bekannte Namensträger (柏)
- Bo Yang (柏楊,  Băi Yáng,  Băi Yang) Pseudonym des Schriftstellers Guo Libang (Taiwan)